# Школьная драка
«Школьная драка» (англ. Stuntnuts Does School Fight) — предстоящий чёрно-комедийный супергеройский фильм, режиссёра и сценариста Дэмиена Уолтерса. Фильм является самостоятельным продолжением «Пипца 2» и первым из новой трилогии. В главных ролях Грег Таунли, Пол Лоу и Бобби Холланд Хэнтон.

## В ролях
- Грег Таунли
- Пол Лоу
- Бобби Холланд Хэнтон

## Производство и премьера
В конце мая 2019 года начались основные съёмки нового боевика под названием «Школьная драка», который стал самостоятельным продолжением фильма «Пипец 2» и первая из новой трилогии. Дэмиен Уолтерс был нанят для написания сценария и постановки фильма с Грегом Таунли, Полом Лоу и Бобби Холландом Хэнтоном в главных ролях. Мэттью Вон выступает в качестве продюсера, заявляя, что это первый из трёх новых фильмов трилогии, второй называется «Каскадёр». «Школьная драка» будет первым полнометражным фильмом, снятым в формате Apple Pro Res RAW. В сентябре 2024 года фильм был переименован в «Каскадеры устраивают школьные драки».
Съемки были завершены к июню 2021 года.
Описывая «Школьную драку», Вон заявил: «Школьная драка, предвещает собой выступления некоторых из лучших каскадёров мира: подумайте о «Промежуточных драках» с каскадёрами».